# The Kremlin Letter
The Kremlin Letter (Br: Carta ao Kremlin) é um filme produzido nos Estados Unidos em 1970 e dirigido por John Huston. É baseado em livro de mesmo nome de Noel Behn.

## Sinopse
Após ser dispensado da Marinha, o tenente Charles Rone é contactado pelo 'Salteador' para uma missão: reunir uma equipe e recuperar uma carta do governo americano ao governo soviético, que poderia causar embaraço diplomático com a China. Essa equipe é enviada à União Soviética e se defrontarão com Alexei Bresnavitch, membro do Comité Central do Partido Comunista da União Soviética e com chefe da contraespionagem soviética o coronel Kosnov. Este último passou a viver com Erika, que fora esposa de Poliakov, que tentara primeiro obter a carta mas fora pego e morto pelo próprio Kosnov.

## Elenco
- Patrick O'Neal .... Charles Rone/Yorgi
- Richard Boone .... Ward
- Max von Sydow .... Coronel Kosnov
- Orson Welles .... Alexei Bresnavitch
- George Sanders .... Bruxo
- Nigel Green .... Libertino
- Dean Jagger .... Salteador
- Lila Kedrova .... Sophie
- Bibi Andersson .... Erika
- Barbara Parkins .... B.A
- Ronald Radd .... Capitão Potkin
- John Huston .... Almirante
- Anthony Chinn .... Kitai
- Micheál Mac Liammóir .... Doce Alice